# 安德烈·科尔内亚
安德烈·塞巴斯蒂安·科尔内亚（羅馬尼亞語：Andrei Sebastian Cornea，1999年11月10日—），罗马尼亚男子赛艇运动员，2024年欧洲赛艇锦标赛男子双人双桨金牌得主、2024年夏季奥林匹克运动会男子双人双桨金牌得主。